# Audi A8 D3
Der Audi A8 D3 (interne Typbezeichnung: 4E) ist ein Oberklassefahrzeug von Audi, das von August 2002 bis ins Jahr 2010 hergestellt wurde und das Nachfolgemodell des Audi A8 D2 darstellt. Ein Großteil seiner Technikkomponenten fand auch im VW Phaeton Verwendung, vor allem bei der zweiten Generation (D3).

## Modellgeschichte

### Allgemeines
Nach acht Jahren Bauzeit wurde der intern D2 genannte Ur-A8 im November 2002 (Modelljahr 2003) vom D3 abgelöst. Ziel der Neuentwicklung war es, unter Beibehaltung bewährter Stärken den A8 komfortabler zu machen. Formal erstmals öffentlich gezeigt wurde das Fahrzeug auf der Mondial de l’Automobile 2002. Die Produktion wurde im August 2002 gestartet. Bei diesem Modell wurde die bei Audi geltende Grenze für Fahrzeuge ohne Allradantrieb von 200 auf 260 PS angehoben.
Als der A8 (Typ D3) im Oktober 2002 auf den Markt kam, waren drei Motorvarianten verfügbar, bei denen es sich jeweils um Achtzylinder handelte. Angeboten wurde ein 3,7-Liter-Motor mit einer maximalen Leistung von 206 kW (280 PS), der gegenüber dem Vorgängermodell 15 kW (20 PS) mehr leistet, 4,2-l-Motor mit einer maximalen Leistung von 246 kW (335 PS). Der Wagen teilt sich die technische D-Plattform des VW-Konzerns mit dem VW Phaeton und Bentley Continental GT.

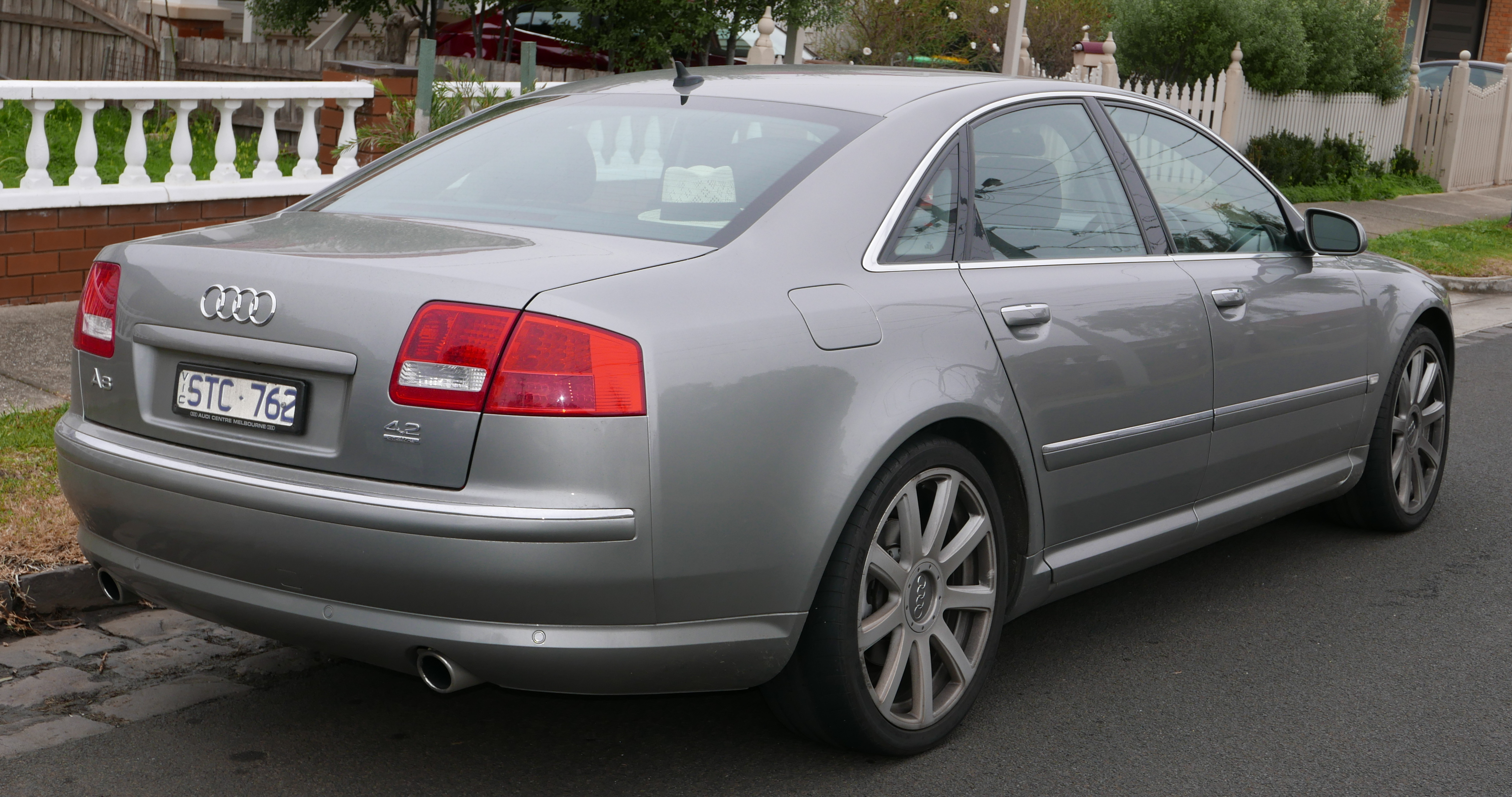
Heckansicht

Als Dieselmotor wurde zunächst ein Achtzylindermotor mit vier Litern Hubraum und Quattro-Allradantrieb angeboten, der mit einer maximalen Leistung von 202 kW (275 PS) und maximalen 650 Nm Drehmoment in 6,7 Sekunden von 0 auf 100 km/h beschleunigt. Für dieses Modell war ab 2009 ein Partikelfiltersystem erhältlich, welches die Zuteilung der grünen Feinstaubplakette für Fahrten in alle Umweltzonen ermöglicht.
2003 erschien für den A8 ein Dreiliter-Sechszylinder-Ottomotor mit einer maximalen Leistung von 162 kW (220 PS) und Frontantrieb. 2004 folgte das Zwölfzylindermodell (W12) mit 6 Litern Hubraum und 331 kW (450 PS).
Als Dieselmotor-Einstiegsmodell wurde 2004 ein Dreiliter-Sechszylindermotor mit Common-Rail-Einspritzung und einer maximalen Leistung von 171 kW (233 PS) präsentiert, der – wie die meisten Motoren im A8 – nur mit Quattro-Antrieb erhältlich war.

### Modellpflege
Mit der Modellpflege im September 2005, ab der alle Motorisierungsstufen mit dem Singleframe-Grill ausgestattet wurden, wurden der 3,0-l-Sechszylinder- und der 3,7-l-V8-Motor aus dem Programm genommen und durch einen 3,2-l-V6-Motor mit einer maximalen Leistung von 191 kW (260 PS) und Benzindirekteinspritzung ersetzt. Zu diesem Zeitpunkt wurde auch der 4,2-l-V8-Motor mit MPI (Multipoint Injection)  mit 246 kW (335 PS) gegen den 4,2-l-V8-Motor mit Benzindirekteinspritzung (FSI) und einer maximalen Leistung von 257 kW (350 PS) ersetzt. Später folgte mit dem 2,8-l-V6-Motor ein weiterer Einstiegsmotor, der 154 kW (210 PS) leistet und durchschnittlich 8,3 Liter Benzin auf 100 Kilometern verbrauchen soll. 2005 wurde der 4.2 TDI, der den Vierliter-Dieselmotor ersetzte, mit einer maximalen Leistung von 240 kW (326 PS) und einem maximalen Drehmoment von 650 Nm als damals zweitstärkster Dieselmotor der Welt nach dem BMW 745d in einer Serienlimousine vorgestellt.
Die sportliche Variante des A8, der S8, erschien Mitte 2006 mit einem 5,2-Liter-Zehnzylindermotor und einer maximalen Leistung von 331 kW (450 PS). Dieser stellte eine sportlichere und günstigere Alternative zum gleich starken W12, der weiterhin gebaut wurde, dar.
Im Jahre 2008 wurden 94,2 % aller in Deutschland neu zugelassenen Audi A8/S8 gewerblich zugelassen.
Audi zeigte die Nachfolgegeneration auf der North American International Auto Show (NAIAS) 2010.

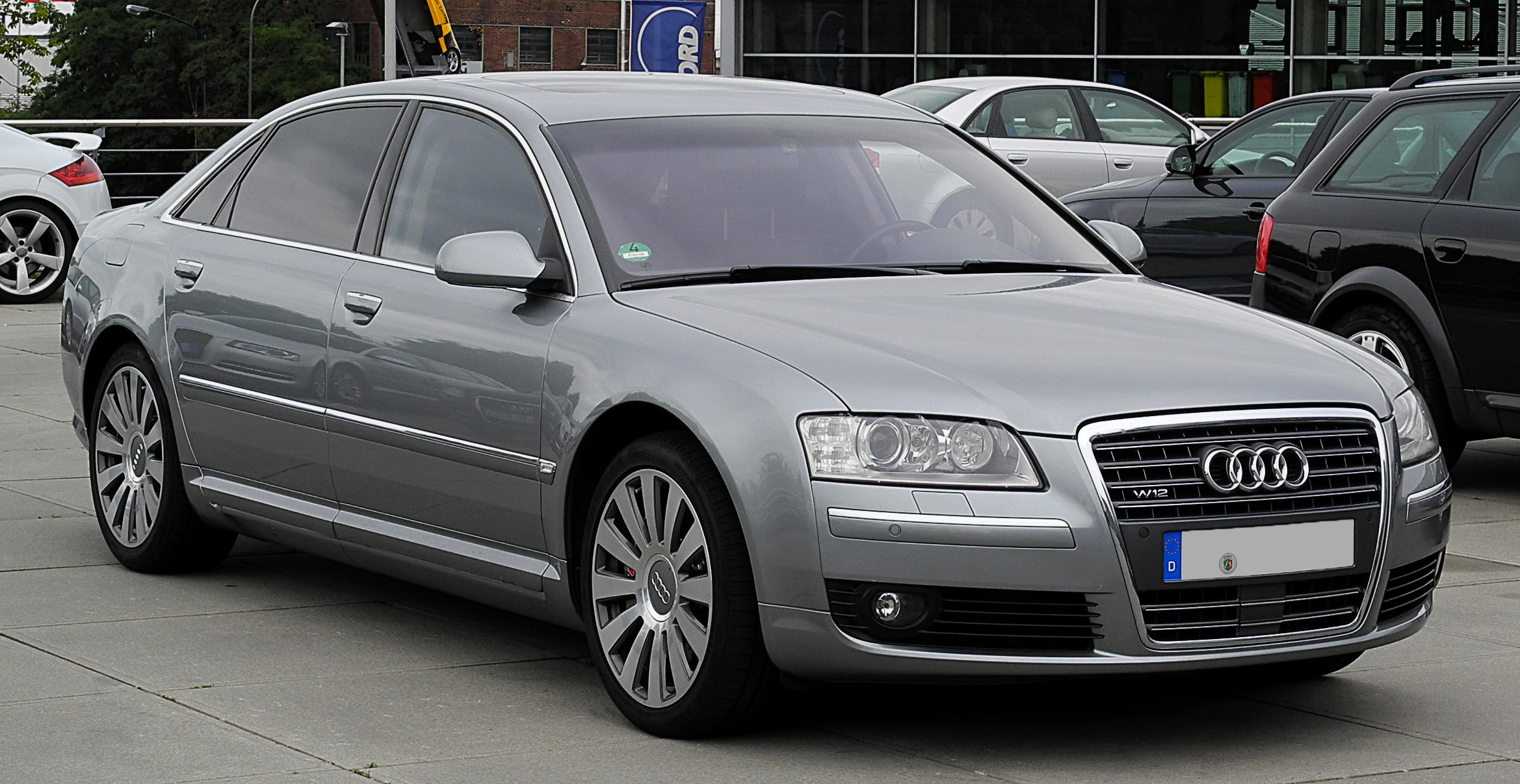
Audi A8 (2005–2007)
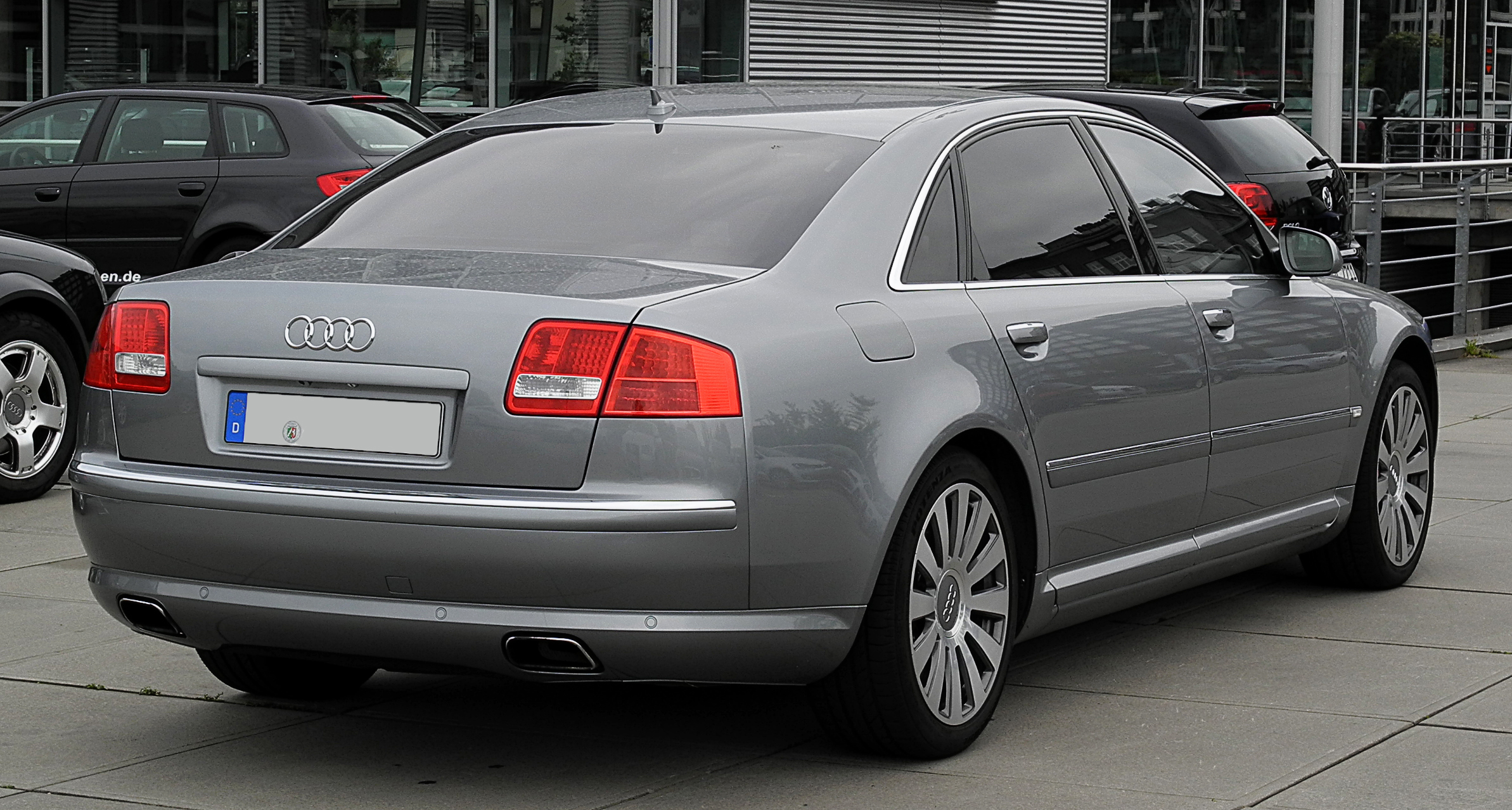
Heckansicht
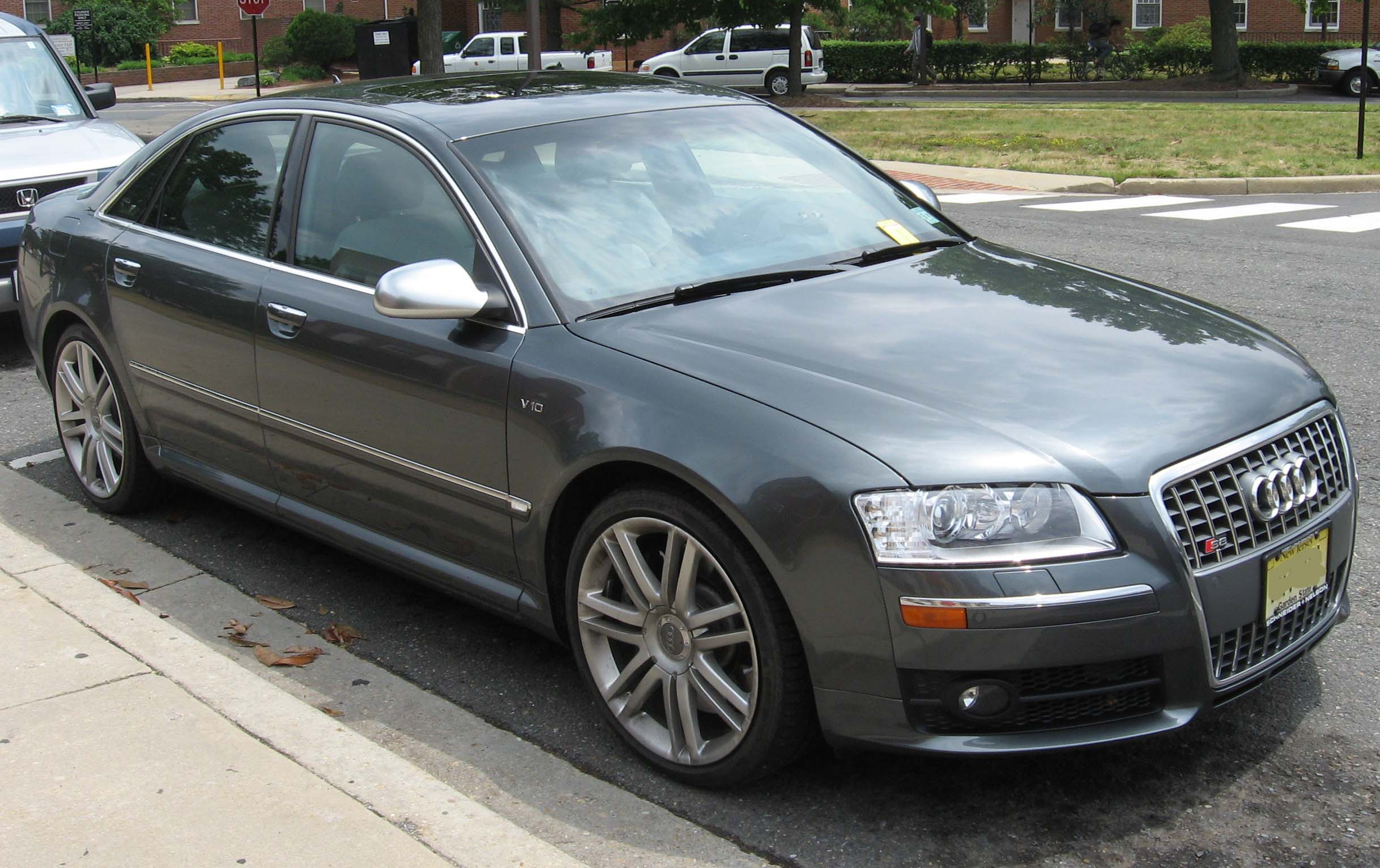
Audi S8 (US-Modell, 2006–2007)

Ein weiteres Facelift erfolgte im September 2007. Zu den Neuerungen zählten überarbeitete Heckleuchten, geänderte Nebelscheinwerfer, geänderte Seitenspiegelkappen mit integriertem Blinker und ein neuer Einstiegsottomotor mit 2,8 Litern Hubraum (2.8 FSIe).

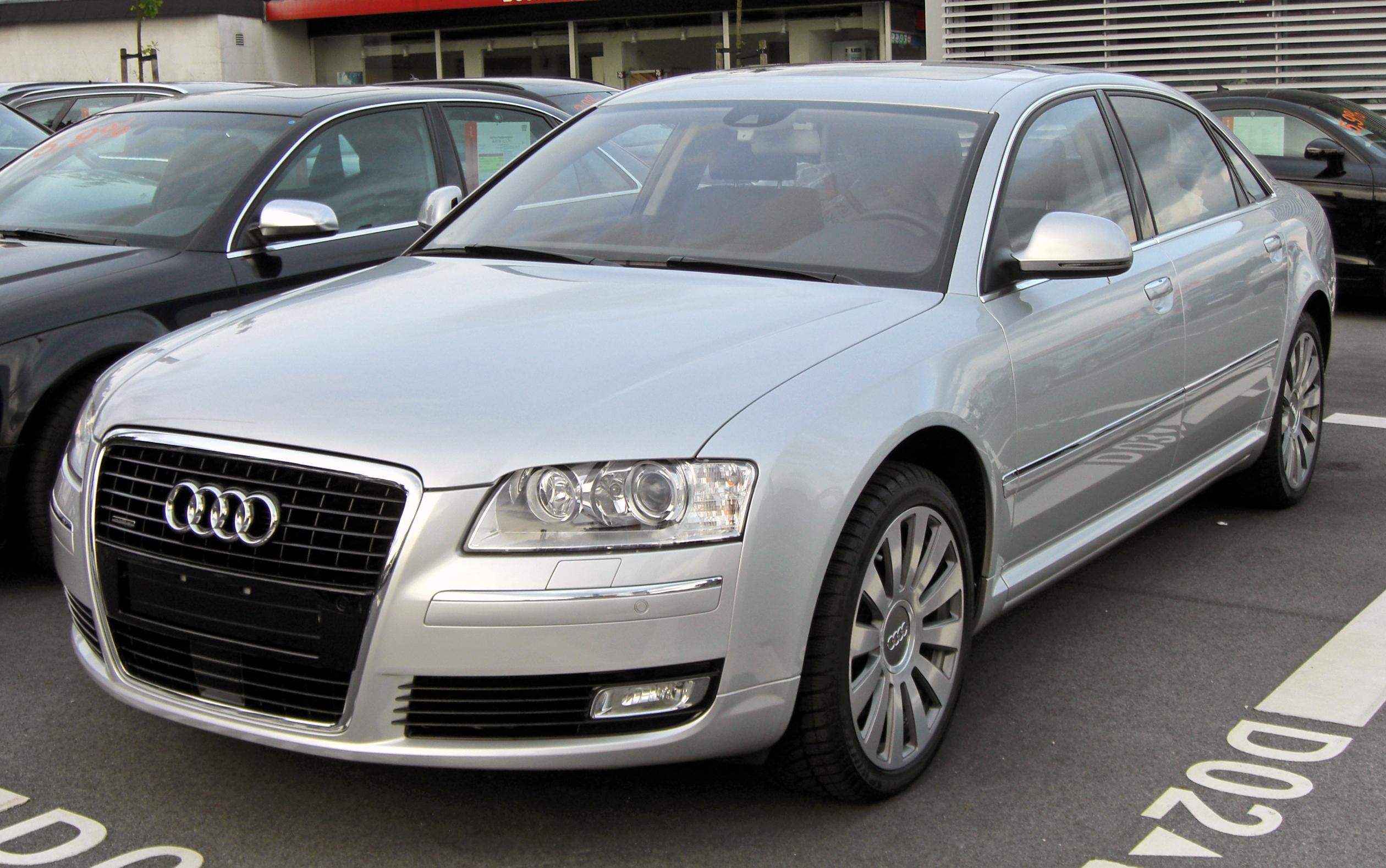
Audi A8 (2007–2010)
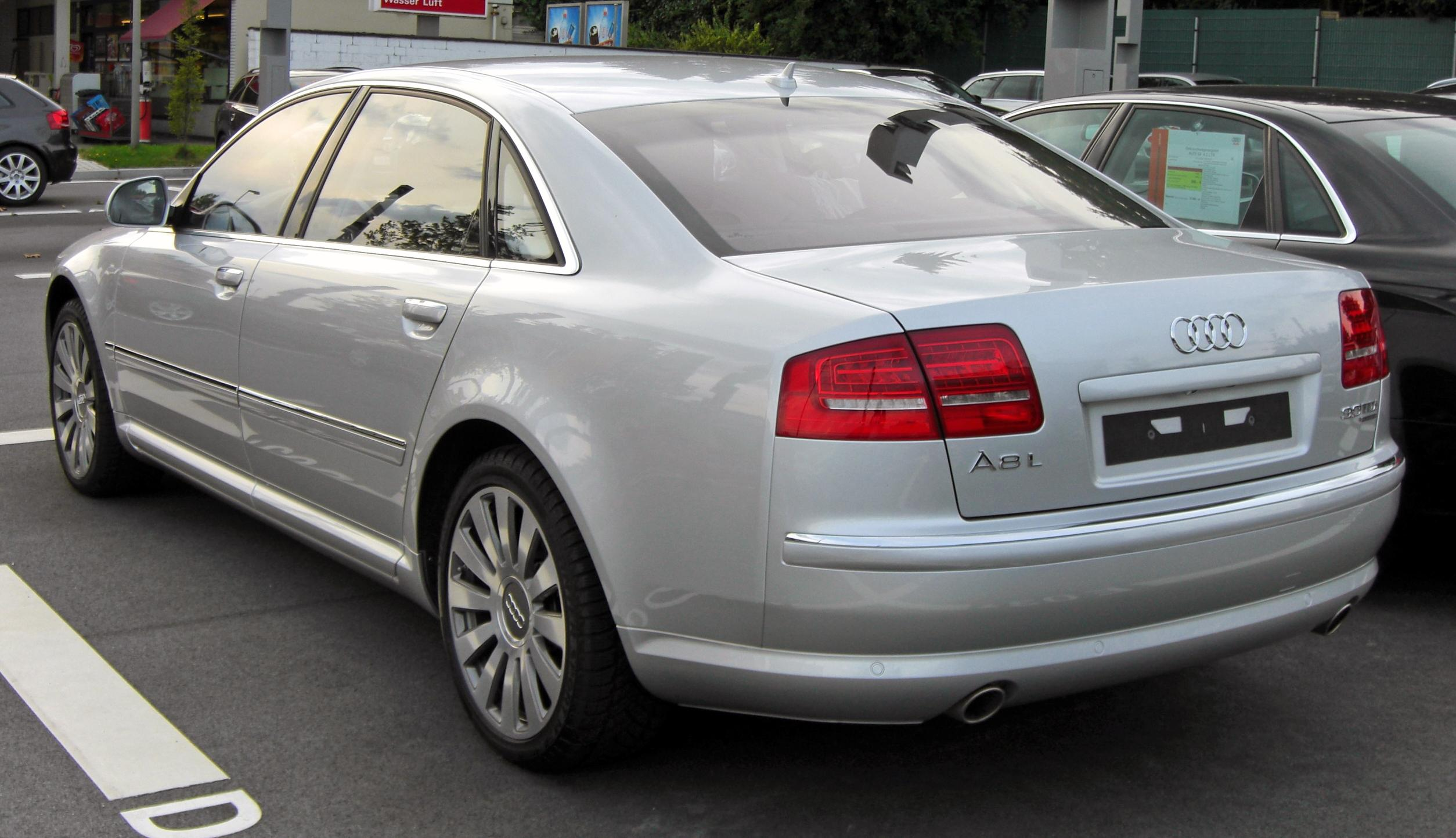
Heckansicht
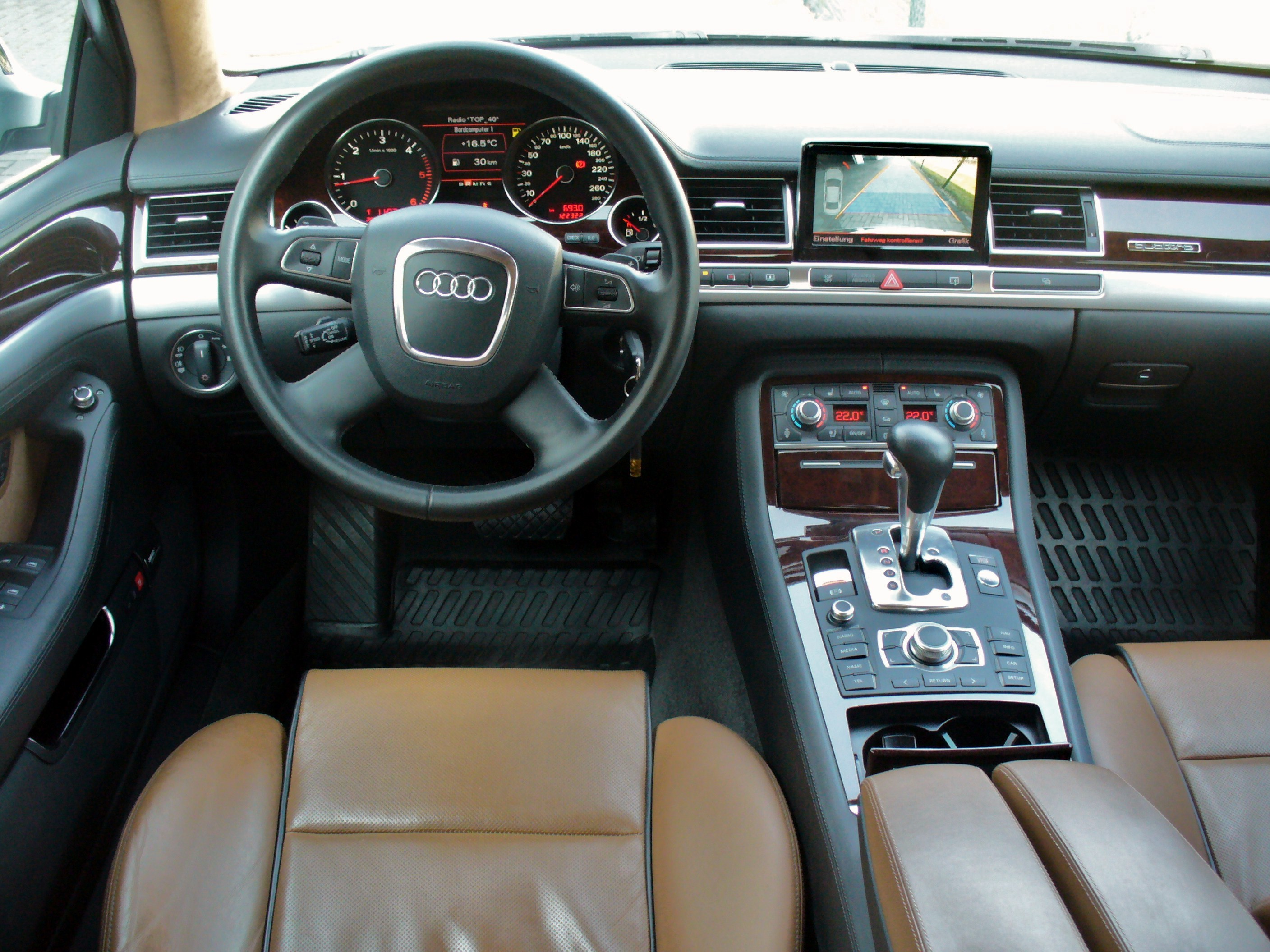
Innenraum mit Audi MMI
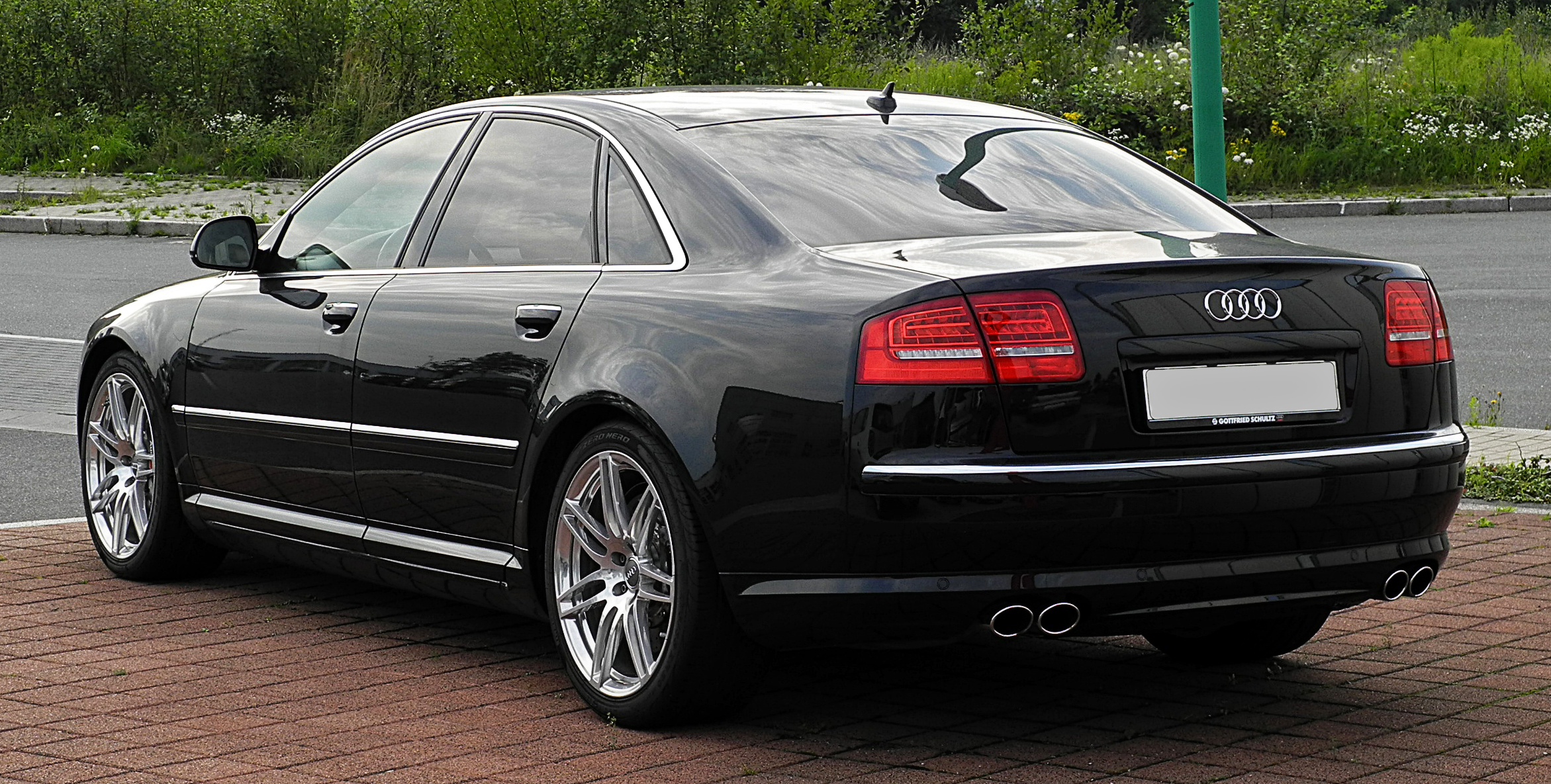
Audi S8 (2008–2010)

## Bauzeiten
- 2002 bis 2005: Audi A8 Typ D3/4E
- 2005 bis 2007: Audi A8 Typ D3/4E (erstes Facelift: äußerlich am Singleframe-Kühlergrill zu erkennen)
- 2007 bis 2010: Audi A8 Typ D3/4E (zweites Facelift: leicht geänderter Kühlergrill, Seitenblinker im Spiegelgehäuse und geänderte Rückleuchten)

## Antrieb
Mit dem Modell D3 wurde für Fahrzeuge mit Frontantrieb das stufenlose Automatikgetriebe Multitronic angeboten, bei Modellen mit Quattro-Antrieb kam ein sechsstufiges Tiptronic-Getriebe mit dynamischen Schaltprogrammen zum Einsatz. Die drehmomentstarken Diesel- und Ottomotorvarianten wurden ausschließlich mit Allradantrieb ausgeliefert (ab 2005).

## Karosserie
Die Karosserie des Audi A8 besteht nahezu komplett aus Aluminium. Dadurch sollen Rostprobleme des Stahls vermieden werden, wobei allerdings auch Aluminium unter bestimmten Umständen korrodieren kann. Die selbsttragende Aluminiumkarosserie trägt den Namen Audi Space Frame. Schon der Audi V8 hatte eine vollverzinkte Karosserie, bei der Rostschäden selten vorkamen, in aller Regel nur nach unsachgemäß instand gesetzten Unfallschäden.
Ein weiteres Entwicklungsziel war und ist die Senkung des Fahrzeuggewichtes und damit verbunden des Verbrauchs. Dieses gelang nur zum Teil, da das Fahrzeug mit allen technisch möglichen Ausstattungsdetails ausgerüstet werden sollte. Dazu gehörte unter anderem der Quattro-Antrieb, der das Gewicht um etwa 100 kg erhöhte. Dennoch war der Audi A8 leichter als die vergleichbare BMW 7er-Reihe oder die Mercedes S-Klasse.
Der Audi A8 D3 wurde ausschließlich als Limousine mit Stufenheck angeboten. Eine Kombiversion befand sich nicht im Lieferprogramm.
Im September 2001 stellte Audi, zu einer Zeit in der Audi A8 D2 verkauft wurde, auf der IAA die Studie des Audi Avantissimo vor. Im Audi Avantissimo wurde das im Audi A8 D3 verwendete Bedienungskonzept MMI gezeigt.  Auch wenn die Reaktionen des Publikums überwiegend positiv waren, ist die Produktion eines solchen Kombis von Audi für die nähere Zukunft nicht vorgesehen.
Wie den Vorgänger gab es auch die zweite Generation des Audi A8 als Langversion.
Mit der Übernahme des Zwölfzylindermotors (W12) mit 6 Litern Hubraum und nun 331 kW (450 PS) vom D2 erhielt der A8 D3 im Jahr 2004 als erster den von nun an die Front aller Audis prägenden Singleframe-Kühlergrill.
Die Liste der Sonderausstattungen für den aktuellen A8 enthält Positionen wie einen Abstandsregeltempomaten Adaptive Cruise Control (ACC) sowie dynamisches Kurvenlicht. Für den A8 der zweiten Generation gab es auch ein Fahrwerk mit Luftfederung. Der Audi A8 D3 ist eines der ersten Autos, die ab Werk anstatt mit einer einfachen Bluetooth-Freisprechanlage mit einem Bluetooth-Autotelefon mit SIM-Access-Profile lieferbar waren (ab Produktionswoche 34/2006).

## Der A8 in der Öffentlichkeit und den Medien
In den Filmen  Transporter – The Mission, Transporter 3 und Transporter Refueled wurde jeweils ein Audi A8 oder S8 eingesetzt. Audi stellte auch Wagen für die Teilnehmer des EU-Beitrittsgipfels 2003 in Athen zur Verfügung, dabei wurden alle Regierungschefs und Außenminister in Audi A8 chauffiert.

## Technische Daten
|                                                  | 2.8 FSI                     | 3.0 (L)                        | 3.2 FSI (L)            | 3.7                            | 4.2 (L)                        | 4.2 FSI (L)            | S8                     | 6.0 W12 (L)                    | 3.0 TDI (L)              | 4.0 TDI (L)              | 4.2 TDI (L)              |
| ------------------------------------------------ | --------------------------- | ------------------------------ | ---------------------- | ------------------------------ | ------------------------------ | ---------------------- | ---------------------- | ------------------------------ | ------------------------ | ------------------------ | ------------------------ |
| Bauzeitraum                                      | 08/2007–07/2010             | 07/2003–05/2005                | 06/2005–07/2010        | 10/2002–05/2006                | 10/2002–05/2006                | 06/2006–07/2010        | 06/2006–07/2010        | 12/2003–07/2010                | 03/2003–07/2010          | 05/2003–06/2005          | 07/2005–07/2010          |
| Motorart                                         | Ottomotor                   | Ottomotor                      | Ottomotor              | Ottomotor                      | Ottomotor                      | Ottomotor              | Ottomotor              | Ottomotor                      | Dieselmotor              | Dieselmotor              | Dieselmotor              |
| Motorbauart                                      | V-Bauart                    | V-Bauart                       | V-Bauart               | V-Bauart                       | V-Bauart                       | V-Bauart               | V-Bauart               | W-Bauart                       | V-Bauart                 | V-Bauart                 | V-Bauart                 |
| Motoraufladung                                   | –                           | –                              | –                      | –                              | –                              | –                      | –                      | –                              | VTG-Turbolader           | 2 VTG-Turbolader         | 2 VTG-Turbolader         |
| Gemischaufbereitung                              | Direkteinspritzung          | Mehrpunkt-Saugrohreinspritzung | Direkteinspritzung     | Mehrpunkt-Saugrohreinspritzung | Mehrpunkt-Saugrohreinspritzung | Direkteinspritzung     | Direkteinspritzung     | Mehrpunkt-Saugrohreinspritzung | Common-Rail-Einspritzung | Common-Rail-Einspritzung | Common-Rail-Einspritzung |
| Ventilsteuerung                                  | DOHC                        | DOHC                           | DOHC                   | DOHC                           | DOHC                           | DOHC                   | DOHC                   | DOHC                           | DOHC                     | DOHC                     | DOHC                     |
| Zylinder/Ventile                                 | 6/24                        | 6/30                           | 6/24                   | 8/40                           | 8/40                           | 8/32                   | 10/40                  | 12/48                          | 6/24                     | 8/32                     | 8/32                     |
| Verdichtung                                      | 12,5 : 1                    | 10,5 : 1                       | 12,5 : 1               | 11,0 : 1                       | 11,0 : 1                       | 12,5 : 1               | 12,5 : 1               | 10,75 : 1                      | 17,0 : 1                 | 17,5 : 1                 | 16,5 : 1                 |
| Hubraum                                          | 2773 cm³                    | 2976 cm³                       | 3123 cm³               | 3697 cm³                       | 4172 cm³                       | 4163 cm³               | 5204 cm³               | 5998 cm³                       | 2967 cm³                 | 3936 cm³                 | 4134 cm³                 |
| max. Leistung bei min−1                          | 154 kW (210 PS) / 5500–6800 | 162 kW (220 PS) / 6300         | 191 kW (260 PS) / 6500 | 206 kW (280 PS) / 6000         | 246 kW (335 PS) / 6200         | 257 kW (350 PS) / 6800 | 331 kW (450 PS) / 7000 | 331 kW (450 PS) / 6200         | 171 kW (233 PS) / 4000   | 202 kW (275 PS) / 3750   | 240 kW (326 PS) / 3750   |
| max. Drehmoment bei min−1                        | 280 Nm / 3000–5000          | 300 Nm / 3200                  | 330 Nm / 3250          | 350 Nm / 3250                  | 430 Nm / 3500                  | 440 Nm / 3500          | 540 Nm / 3500          | 580 Nm / 4000–4700             | 450 Nm / 1400–3250       | 650 Nm / 1800–2500       | 650 Nm / 1600–3500       |
| Antriebsart, Serie                               | Vorderradantrieb            | Vorderradantrieb               | Vorderradantrieb       | Allradantrieb                  | Allradantrieb                  | Allradantrieb          | Allradantrieb          | Allradantrieb                  | Allradantrieb            | Allradantrieb            | Allradantrieb            |
| Antriebsart, [Optional]                          | –                           | –                              | [Allradantrieb]        | –                              | –                              | –                      | –                      | –                              | –                        | –                        | –                        |
| Getriebeart, Serie                               | Stufenloses Getriebe        | Stufenloses Getriebe           | Stufenloses Getriebe   | 6-Gang-Tiptronic               | 6-Gang-Tiptronic               | 6-Gang-Tiptronic       | 6-Gang-Tiptronic       | 6-Gang-Tiptronic               | 6-Gang-Tiptronic         | 6-Gang-Tiptronic         | 6-Gang-Tiptronic         |
| Getriebeart, (Optional)                          | −                           | −                              | (6-Gang-Tiptronic) (1) | −                              | −                              | −                      | −                      | −                              | −                        | −                        | −                        |
| Leergewicht                                      | 1690 kg                     | 1670 kg                        | 1690 kg [1785 kg]      | 1770 kg                        | 1780 kg                        | 1815 kg                | 1940 kg                | 1960 kg                        | 1830 kg                  | 1940 kg                  | 1945 kg                  |
| Beschleunigung, 0–100 km/h                       | 8,0 s                       | 7,9 s                          | 7,7 s [7,7 s]          | 7,3 s                          | 6,3 s                          | 6,1 s                  | 5,1 s                  | 5,1 s                          | 7,8 s                    | 6,7 s                    | 5,9 s                    |
| Höchstgeschwindigkeit                            | 238 km/h                    | 242 km/h                       | 250 km/h (2)           | 250 km/h (2)                   | 250 km/h (2)                   | 250 km/h (2)           | 250 km/h (2)           | 250 km/h (2)                   | 243 km/h                 | 250 km/h (2)             | 250 km/h (2)             |
| Kraftstoffverbrauch auf 100 km, in l, innerorts  | 11,8                        | 13,7                           | 14,6 [16,0]            | 17,2                           | 17,5                           | 15,7                   | 19,5                   | 21,4                           | 12,0                     | 14,3                     | 13,4                     |
| Kraftstoffverbrauch auf 100 km, in l, außerorts  | 6,3                         | 7,2                            | 7,0 [7,8]              | 8,7                            | 8,7                            | 8,2                    | 9,5                    | 10,8                           | 6,4                      | 7,5                      | 7,2                      |
| Kraftstoffverbrauch auf 100 km, in l, kombiniert | 8,3                         | 9,6                            | 9,8 [10,9]             | 11,8                           | 11,9                           | 10,9                   | 13,2                   | 14,7                           | 8,4                      | 9,6                      | 9,5                      |
| CO2-Emission, kombiniert                         | 199 g/km                    | 230 g/km                       | 235 g/km [262 g/km]    | 283 g/km                       | 287 g/km                       | 259 g/km               | 314 g/km               | 353 g/km                       | 226 g/km                 | 259 g/km                 | 255 g/km                 |
| Abgasnorm                                        | Euro 4                      | Euro 4                         | Euro 4                 | Euro 4                         | Euro 4                         | Euro 4                 | Euro 4                 | Euro 4                         | Euro 4                   | Euro 3                   | Euro 4                   |

- Werte in [ ] Klammern gelten für den alternativen Antrieb inklusive alternativen Getriebe.

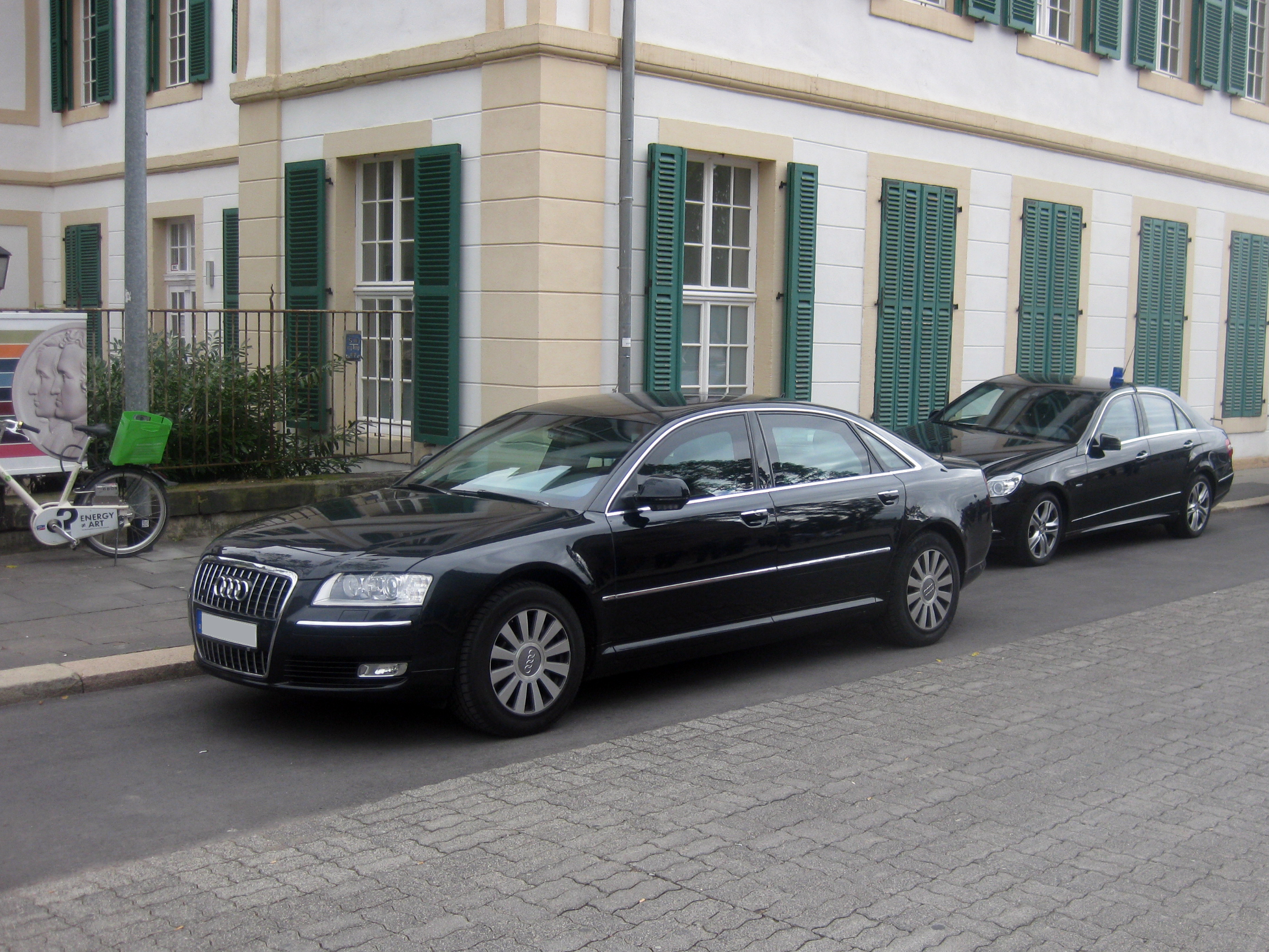
Gepanzerte Variante, erkennbar an verstärkten Rahmenprofilen der Türfenster
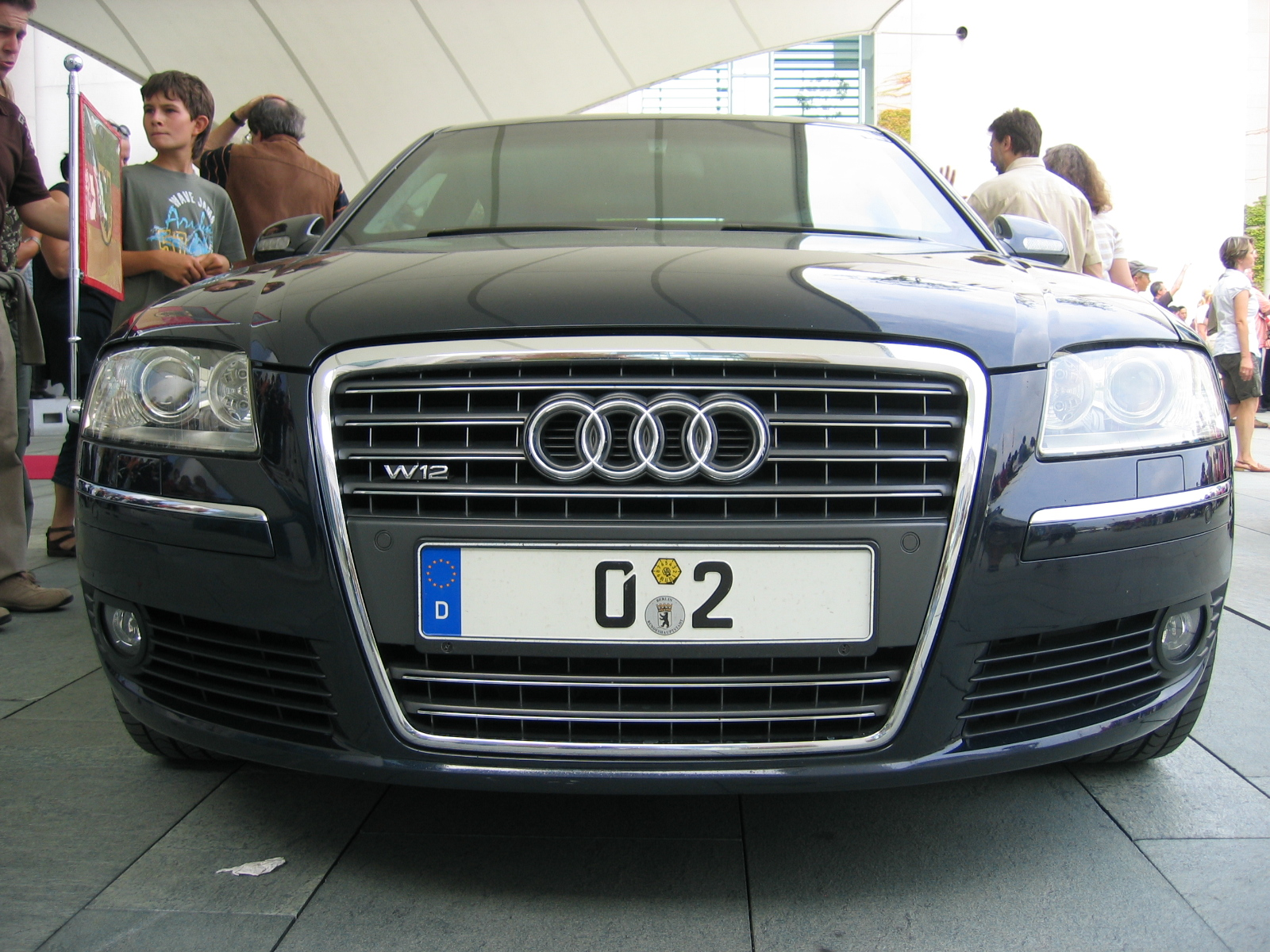
A8 W12 als Dienstwagen der ehemaligen deutschen Bundeskanzlerin

## Zulassungszahlen
2008 belegte der A8/S8 im Oberklassesegment mit 4446 zugelassenen Fahrzeugen Platz 2 der deutschen Neuzulassungsstatistik, hinter der Mercedes-S-Klasse (8077 Einheiten) und vor dem BMW 7er mit 4226 Fahrzeugen.